# Blundstone

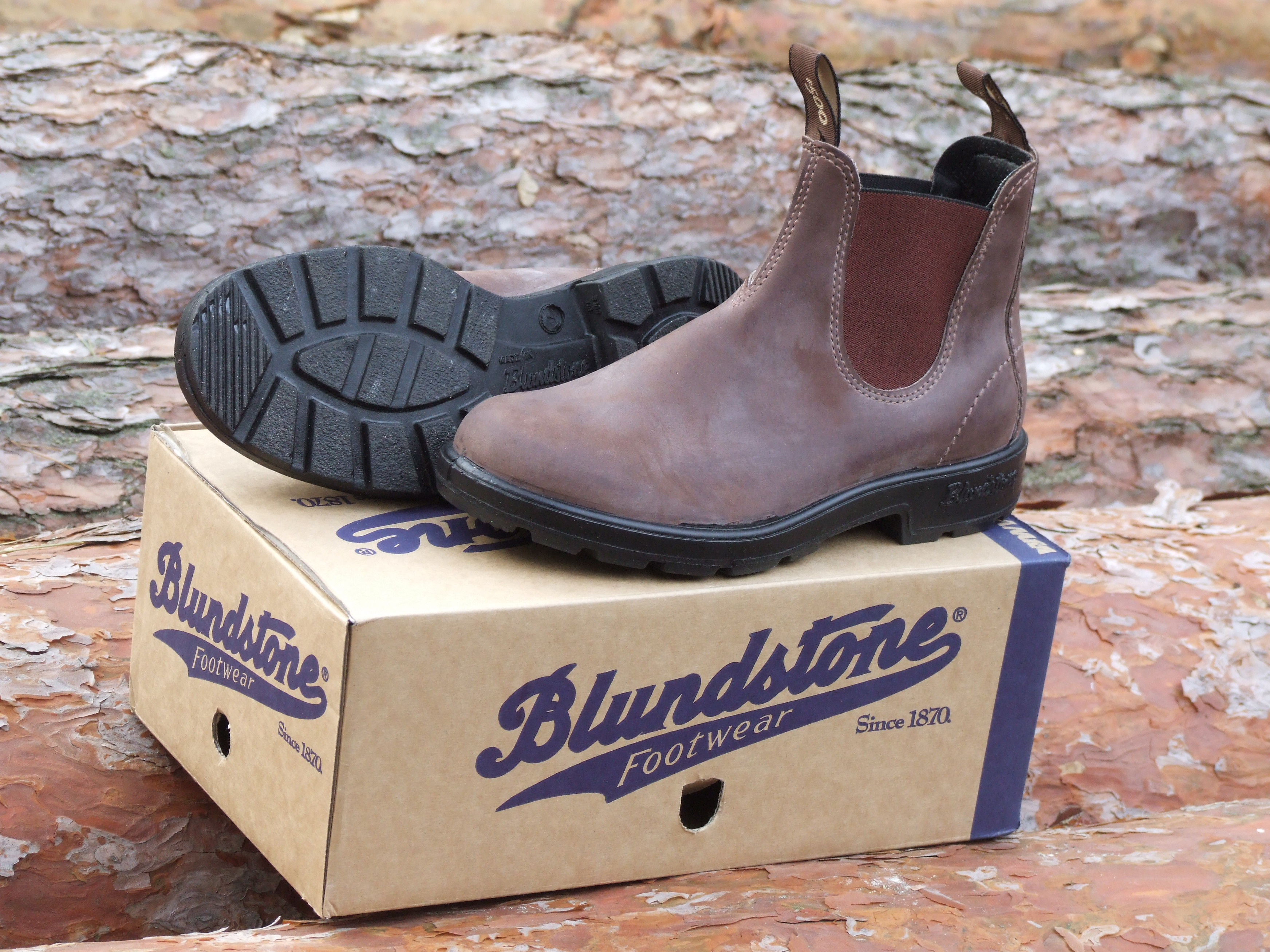
Buty Blundstone model 528

Blundstone Footwear – australijskie przedsiębiorstwo zajmujące się produkcją obuwia z siedzibą w Hobart, na Tasmanii, i istniejące od 1870 r. Blundstone produkuje głównie obuwie ochronne do profesjonalnego zastosowania, – przemysłu, rolnictwa, ale też do użytku codziennego, w tym dla dzieci (Blunnies). Wszystkie buty Blundstone mają dwuwarstwową, poliuretanową, wulkanizowaną, a nie klejoną podeszwę, dzięki czemu nie rozklejają się nawet po wielu latach.

## Historia
Firma Blundstone została założona przez angielskich wolnych osadników, którzy wyemigrowali do Australii. John i Eliza Blundstone przybyli do Hobart z Derbyshire w Anglii. W 14 października 1855 r. John Blundstone uruchomił wytwórnię bryczek i wozów, działającą do 1870 r. Wówczas zajął się importem z Anglii obuwia, a wkrótce po tym jego produkcją w Hobart, przy Liverpool Street. W 1892 najstarszy syn Blundstonów, Sylvanus, dołączył do przedsięwzięcia i wspólnie Johnem założyli firmę Blundstone & Son. Produkowali buty przy ulicy Collins Street oraz w kolejnym nowym punkcie przy ulicy Campbell Street. Import był prowadzony przez drugiego syna Johna, Wiliama, pod szyldem W.H. Blundstone & Co.
Przez pewien czas obie firmy dobrze funkcjonowały, ale pod koniec stulecia znalazły się w problemach finansowych, w efekcie czego w 1901 r. Blundstone & Son zostało sprzedane rodzinie Cane. Druga firma Blundstone & Co. ostatecznie zbankrutowała w 1909 r. Cane'owie prowadzili przedsiębiorstwo, aż do wielkiego kryzysu w Australii. Firma została sprzedana dwóm braciom – Jamesowi i Thomasowi Cuthbertson, osadnikom pochodzącym z Anglii, osiadłym w Hobart w 1853 r. Bracia Cuthbertson przywrócili firmie nazwę Blundstone i przenieśli siedzibę firmy do południowej części Hobart.